# Aegopodium
Aegopodium is de botanische naam van een geslacht van planten in de schermbloemenfamilie (Umbelliferae oftewel Apiaceae). De soorten komen voor van gematigd Eurazië tot in de Himalaya.
Alle bladen, ook de onderste, zijn enkel- tot viervoudig geveerd. De blaadjes van de eerste orde zijn duidelijk gesteeld.
In België en Nederland komt alleen zevenblad (Aegopodium podagraria) in het wild voor. Dit is in heel Noordwest- en Midden-Europa de enige plant in dit geslacht.
Aegopodium-soorten zijn waardplant voor onder andere Agonopterix angelicella, Agonopterix heracliana, Depressaria sordidatella, bruine snuituil (Hypena proboscidalis) en Udea elutalis.

## Soorten
- Aegopodium alpestre Ledeb.
- Aegopodium burttii Nasir
- Aegopodium decumbens (Thunb.) Pimenov & Zakharova
- Aegopodium handelii H.Wolff
- Aegopodium henryi Diels
- Aegopodium kashmiricum (R.R.Stewart ex Dunn) Pimenov
- Aegopodium komarovii (Karjagin) Pimenov & Zakharova
- Aegopodium latifolium Turcz.
- Aegopodium nadeshdae (Stepanov) Stepanov
- Aegopodium podagraria L. - Zevenblad
- Aegopodium tadshikorum Schischk.
- Aegopodium tribracteolatum Schmalh.